# Galerist
Galerist ist die Bezeichnung des Betreibers einer Kunstgalerie. Dieser ist kommerzieller Vermittler zwischen Künstler und Publikum und präsentiert die Kunstwerke der von ihm vertretenen Künstler durch Kunstausstellungen in ihrer oder seiner Galerie und durch die Publikation von Katalogen zu diesen Ausstellungen. Dabei pflegt sie oder er einen engen Kontakt zum bildenden Künstler einerseits und zum Kunstsammler andererseits.